# Diamond 13
Diamond 13 (Diamant 13) è un film del 2009 diretto da Gilles Béhat, tratto dal romanzo poliziesco L'Etage des morts di Hugues Pagan, adattato per il cinema dall'autore stesso insieme al regista e a Olivier Marchal, anche interprete del film. Ha ricevuto una candidatura per il Premio Magritte alla migliore colonna sonora.

## Trama
Mat è un comandante di polizia a fine carriera. Taciturno e solitario vive una quotidianità fatta di disillusione circondato da poliziotti che, con poche eccezioni, si sono messi al servizio dei potenti di turno. Tra questi la sua ex collega ed ex amante, ora papavero della Gendarmeria, Calhoune. Malgrado gli anni, fa ancora il servizio durante il turno di notte. Mat riceve la telefonata di un suo vecchio amico Franck Novak che lo mette a parte di un piano: lui, veterano della narcotici, che ha dovuto per anni girare la testa dall'altra parte per non interferire negli sporchi affari che coinvolgevano oltre che criminali comuni anche le alte sfere del potere politico, affetto da un male incurabile, ha deciso di uscire di scena in modo eclatante: rapinare il corriere della droga che rifornisce la rete ove tra gli altri sono implicati un noto politico ed il prefetto della città, impossessandosi anche del danaro che servirebbe per pagare la partita.
Mat ascolta tutto ma non ci sta e non può che assistere impotente all'assassinio del suo amico Frank che comunque prima di morire è riuscito a sottrarre droga e soldi alla banda nascondendoli. Partono le indagini di Mat per scoprire chi è l'autore dell'assassinio del suo amico e scopre che Frank ha una agenda ove annotava una serie di fatti e di episodi che potrebbero arrecare grave danno a molte delle persone “rispettabili” e potenti colluse con la criminalità locale. Mat salva una giovane che intende suicidarsi per piccoli problemi con la giustizia ma soprattutto per la sua vita diventata anche in conseguenza di questo, insopportabile. Mat riesce con un artificio a far derubricare il suo reato rimettendola in libertà. In breve viene percepito da tutti i membri della rete criminale che la chiave per recuperare droga e danaro è proprio Mat. È lui che si è incontrato con Frank prima del colpo ed è lui che per la conoscenza che aveva del defunto ha la possibilità probabilmente di capire dove è il nascondiglio del “maltolto”.
Arrivano fino a rapire la giovane che Mat ha salvato da spinte suicide e da una legge iniqua: mandano a Mat anche un dito della poveretta per spingerlo a collaborare con loro per il ritrovamento. Su tutta la storia aleggia la fosca ombra di Calhoune che gli mette pressione utilizzando tutte le armi di cui dispone, incluse le reminiscenze della loro storia sentimentale. Mat ha come alleate una poliziotta del suo ufficio, amante del defunto Frank, nonché una giornalista che lo segue da sempre con rispetto e simpatia. Fingendo infine di essere sceso a patti con i rispettabili malavitosi, dopo l'assassinio della ragazza rapita incontra Calhoune per un confronto chiarificatore quanto definitivo.

## Premi e riconoscimenti
Premio Magritte
2011 - Candidatura a migliore colonna sonora a Frédéric Vercheval